# MetaBrainz Foundation
La MetaBrainz Foundation es la organización sin ánimo de lucro estadounidense que controla el proyecto MusicBrainz.
Con su creación, el proyecto adquiere apoyo legal y es soportado por la infraestructura que la fundación provee. 